# 얀 요제프 리페르스
얀 요제프 리페르스(독일어: Jan Josef Liefers, 1964년 8월 8일~)는 독일의 배우, 프로듀서이다.

## 출연 작품

### 영화
- 뱅크 어택: 은행습격사건 (2016년) - 피터 역
- 더 블룸 오브 예스터데이 (2016년)
- 마라 앤 더 파이어브링거 (2015년)
- 남자는 그들이 할수있는 것을 한다 (2012년)
- 라이프 오브 시몬 (2011년) - 루벤 역
- 바더 마인호프 (2008년)
- 서든리 지나 (2007년)
- 비스 줌 엘렌보근 (2007년)
- 리턴 투 어쌔신 (2000년)
- 나이트 타임 (1998년)
- 로시니 (1997년)
- 노킹 온 헤븐스 도어 (1997년) - 루디 역